# Netzwerkadresse
Eine Netzwerkadresse identifiziert einen Kommunikationsteilnehmer in einem Rechnernetz. Der Hauptzweck ist die eindeutige Zuordnung von Sender und Empfänger eines Datenpakets. Die Form einer Netzwerkadresse unterscheidet sich je nach eingesetztem Netzwerkprotokoll. In einer Schichtenarchitektur wie der Internetprotokollfamilie oder dem OSI-Modell kommen auf unterschiedlichen Schichten unterschiedliche Netzwerkadressen zum Einsatz.

## Adressraum
Die Netzwerkadresse wird dem Teilnehmer aus einem definierten Adressraum zugeteilt. Hierbei kann es sich um einen numerischen oder textuellen Adressraum handeln; bei letzterem spricht man auch von Namensraum. Die Darstellung und Länge einer Adresse sowie die Größe des Adressraums hängt vom Netzwerkprotokoll ab. Unterschiedliche Kommunikationsschichten verwenden jeweils unabhängig voneinander eigene Adressräume. So hat beispielsweise ein Nutzer von E-Mail eine MAC-Adresse, IP-Adresse, Portnummer und E-Mail-Adresse, die alle jeweils auf ihrer Schicht für den E-Mail-Austausch erforderlich sind.

## Numerische Adressen
Aus der Länge einer numerischen Adresse ergibt sich die Größe des Adressraums und somit die maximale Anzahl von adressierbaren Teilnehmern. Bei IPv4 sind Adressen beispielsweise 32 Bit lang, was einem Adressraum von {\displaystyle 2^{32}\approx 4,3\cdot 10^{9}} entspricht, während IPv6 128 Bit verwendet, was {\displaystyle 2^{128}\approx 3,4\cdot 10^{38}} Adressen entspricht.
Numerische Adressen haben in einem Protokoll typischerweise eine feste Länge. Da die Adressen in jedem Datenpaket enthalten sind, gibt es einen Zielkonflikt zwischen möglichst kurzen Adressen zwecks Effizienz und hinreichend langen Adressen, um alle Teilnehmer eines Netzes adressieren zu können. Dies illustriert auch den Längenunterschied zwischen dem 1981 spezifizierten IPv4 und dem 1998 entworfenen IPv6: der Adressbedarf ist durch die Verbreitung des Internets zwischenzeitlich erheblich gestiegen.

## Namen
Namen sind textuelle Adressen, die aus einem Zeichensatz, beispielsweise einer Untermenge von ASCII, gebildet werden. Ein Hostname stellt beispielsweise die textuelle Adresse dar, mit der ein Computer im Netz adressiert wird. Namen haben üblicherweise eine variable Länge, wobei die Länge nach unten und insbesondere oben limitiert ist.
Der Vorteil eines Namens gegenüber einer Nummer ist es, dass ein „sprechender“ Name gewählt werden kann, der eine Bedeutung transportiert und somit leichter zu merken ist. Durch die verschiedenen möglichen Zeichen und die variable Länge sind Namensräume üblicherweise wesentlich größer als numerische Adressräume, allerdings belegt ein Name dadurch auch mehr Speicherplatz als eine numerische Adresse.
Die Umsetzung von einem Namen auf eine numerische Adresse wird Namensauflösung genannt. Das ist notwendig, um beispielsweise einen Domainnamen aus der Anwendungsschicht auf eine IP-Adresse aus der Vermittlungsschicht abzubilden.

## Hierarchische Adressräume
Ein Adressraum kann entweder flach oder hierarchisch strukturiert sein. In einem flachen Adressraum befinden sich alle Adressen gleichwertig auf derselben Ebene, beispielsweise die 16 Bit lange Portnummer des Transmission Control Protocols. In einem hierarchischen Adressraum werden Unterräume gebildet, die eine baumartige Struktur mit verschiedenen Ebenen ergeben. So ist beispielsweise im Domain Name System wikipedia.org eine Second-Level-Domain (zweite Ebene) unterhalb der Top-Level-Domain (erste Ebene) .org.

## Beispiele
| Kommunikationsschicht | Protokoll                 | Adressbezeichnung | Nummer/Name | Länge/Struktur                  | Beispieladresse                |
| --------------------- | ------------------------- | ----------------- | ----------- | ------------------------------- | ------------------------------ |
| Sicherungsschicht     | Ethernet                  | MAC-Adresse       | Nummer      | 48 Bit                          | 00:80:41:ae:fd:7e              |
| Vermittlungsschicht   | IPv4                      | IPv4-Adresse      | Nummer      | 32 Bit                          | 192.0.2.1                      |
| Transportschicht      | TCP                       | Portnummer        | Nummer      | 16 Bit                          | 443                            |
| Anwendungsschicht     | Domain Name System        | Domainname        | Name        | hierarchisch (max. 255 Zeichen) | de.wikipedia.org               |
| Anwendungsschicht     | E-Mail                    | E-Mail-Adresse    | Name        | hierarchisch (max. 320 Zeichen) | postfach@example.org           |
| Anwendungsschicht     | Uniform Naming Convention | UNC-Adresse       | Name        | hierarchisch                    | \\Servername\Freigabename\Pfad |